# Aartsbisdom Coro
Het aartsbisdom Coro (Latijn: Archidioecesis Corensis) is een rooms-katholiek aartsbisdom met als zetel Santa Ana de Coro, in Venezuela. De aartsbisschop van Coro is metropoliet van de kerkprovincie Coro, waartoe ook het volgende suffragane bisdom behoort:
- Punto Fijo

## Geschiedenis
Een eerste bisdom Coro werd opgericht op 21 juni 1531, uit delen van het bisdom Santo Domingo, en was suffragaan aan het aartsbisdom Sevilla. Op 12 februari 1546 veranderde het van kerkprovincie en werd suffragaan aan het nieuw verheven aartsbisdom Santo Domingo. Op 20 juni 1637 werd het bisdom opgeheven en het gebied gebruikt voor de oprichting van het bisdom Caracas.
Op 14 augustus 1867 werd het voor een korte periode opnieuw opgericht, als het bisdom Coro y Barquisimeto, uit delen van het opgeheven bisdom Barquisimeto, en was suffragaan aan het aartsbisdom Caracas. Op 22 oktober 1869 werd het wederom opgeheven toen de zetel en naam opnieuw veranderden naar bisdom Barquisimeto. 
Het werd voor een derde en laatste maal opgericht op 12 oktober 1922, als het bisdom Coro, uit delen van het bisdom Barquisimeto, en was suffragaan aan het aartsbisdom Caracas. Op 30 april 1966 veranderde het van kerkprovincie en werd suffragaan aan het nieuw verheven aartsbisdom Maracaibo. Op 23 november 1998 werd het verheven tot metropolitaan aartsbisdom. 

## Parochies
Het aartsbisdom had in 2021 een oppervlakte van 21.395 km2 en telde 706.980 inwoners waarvan 79,8% rooms-katholiek was.

## Ordinarii

### Bisschoppen
- Rodrigo de Bastidas y Rodriguez de Romera (21 juni 1531 - 6 juli 1541)
- Miguel Jerónimo de Ballesteros (22 augustus 1546 - 1555)
- Juan de Simancas Simancas (12 juni 1556 - 5 december 1561)
- Pedro de Ágreda Sánchez Martín (27 juni 1561 - 1580)
- Juan Manual Martínez de Manzanillo (23 maart 1583 - 1 januari 1592)
- Pedro Mártir Palomino (1 juli 1594 - 22 februari 1596)
- Domingo de Salinas (10 november 1597 - 10 juni 1600)
- Domingo de Oña (27 augustus 1601 - 27 juni 1605)
- Antonio de Alzega (12 december 1605 - 13 mei 1610)
- Juan Bartolomé de Bohorquez e Hinojosa (17 juli 1611 - 13 november 1617)
- Gonzalo de Angulo (20 november 1617 - 17 mei 1633)
- Juan López de Agurto de la Mata (20 november 1634 - 20 juni 1637)

...
- Victor José Díez Navarrete (22 juni 1868 - 22 oktober 1869)

...
- Lucas Guillermo Castillo Hernández (22 juni 1923 - 10 november 1939)
- Francisco José Iturriza Guillén (10 november 1939 - 20 mei 1980)
- Ramón Ovidio Pérez Morales (20 mei 1980 - 23 december 1992)

### Aartsbisschoppen
- Roberto Lückert León (21 juli 1993 - 25 oktober 2016)
- Mariano José Parra Sandoval (25 oktober 2016 - 31 oktober 2023)
- Victor Hugo Basabe (31 oktober 2023 - heden)

## Galerij van afbeeldingen

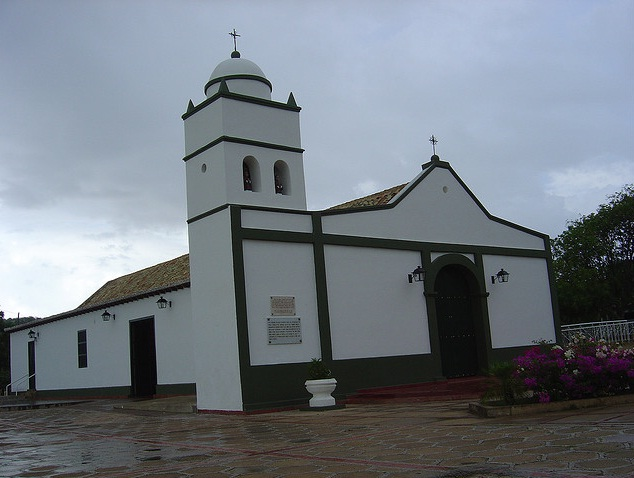
Basiliek Nuestra Señora de Guadalupe de El Carrizal in Coro

Coro (aartsbisdom) · Punto Fijo